# Порхун (млин)
Порху́н (млин) — водяний млин кінця XIX ст. у Тетієві, на Порхуновій греблі — популярному місці відпочинку. Найдавніша збережена промислова споруда міста. Наразі знаходиться у поруйнованому стані (залишилися зовнішні стіни).
Водяний цегельний млин із греблею з двома мостами побудовані німецькими колоністами в 1812 році. Ця місцевість отримала назву Порхун через воду, що порхала (тобто, шуміла), навесні. До 1917 року власником млина був Гаврило Васильович Цуцман. Сам млин працював до 1941 року.

Старий млин окутаний різними містичними історіями. Міські легенди кажуть про цей млин як про одне з небагатьох місць на планеті, де стикаються світи, так звану точку переходу між світами. Зокрема про це пише Ігор Мехеда (Раокріом).
| Доричний ордер | Це незавершена стаття про архітектуру. Ви можете допомогти проєкту, виправивши або дописавши її. |

1. ↑  Порхунова гребля і млин | Тетіїв, Київщина – InterNetri (укр.). Процитовано 26 квітня 2024.